# St. Martin (Langenneufnach)

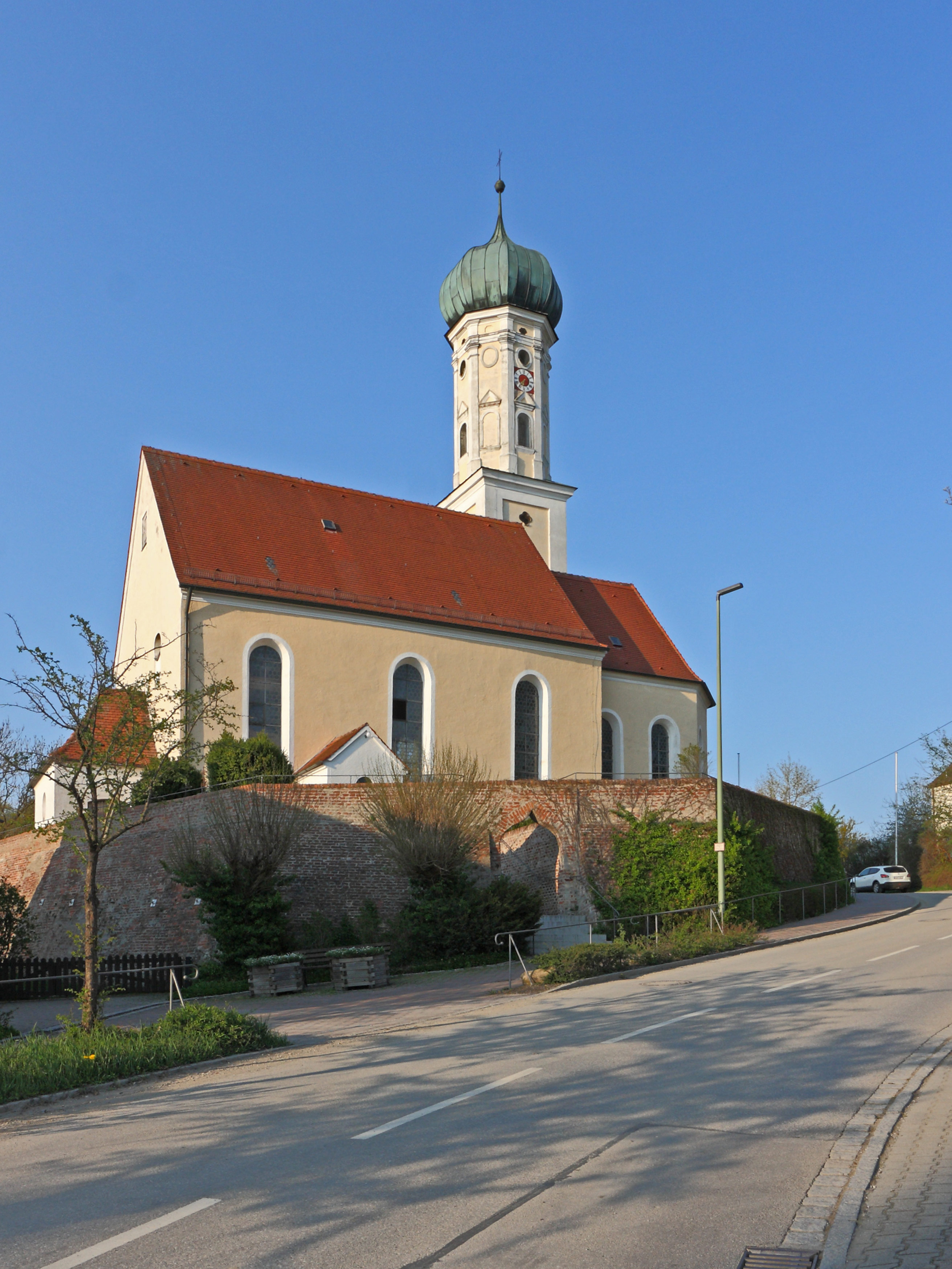
St. Martin in Langenneufnach

Die römisch-katholische Pfarrkirche St. Martin steht in Langenneufnach im schwäbischen Landkreis Augsburg von Bayern. Das Bauwerk ist in der Liste der Baudenkmäler in Langenneufnach als Baudenkmal unter der Nr. D-7-72-168-3 eingetragen. Die Pfarrei gehört zum Dekanat Schwabmünchen im Bistum Augsburg.

## Beschreibung

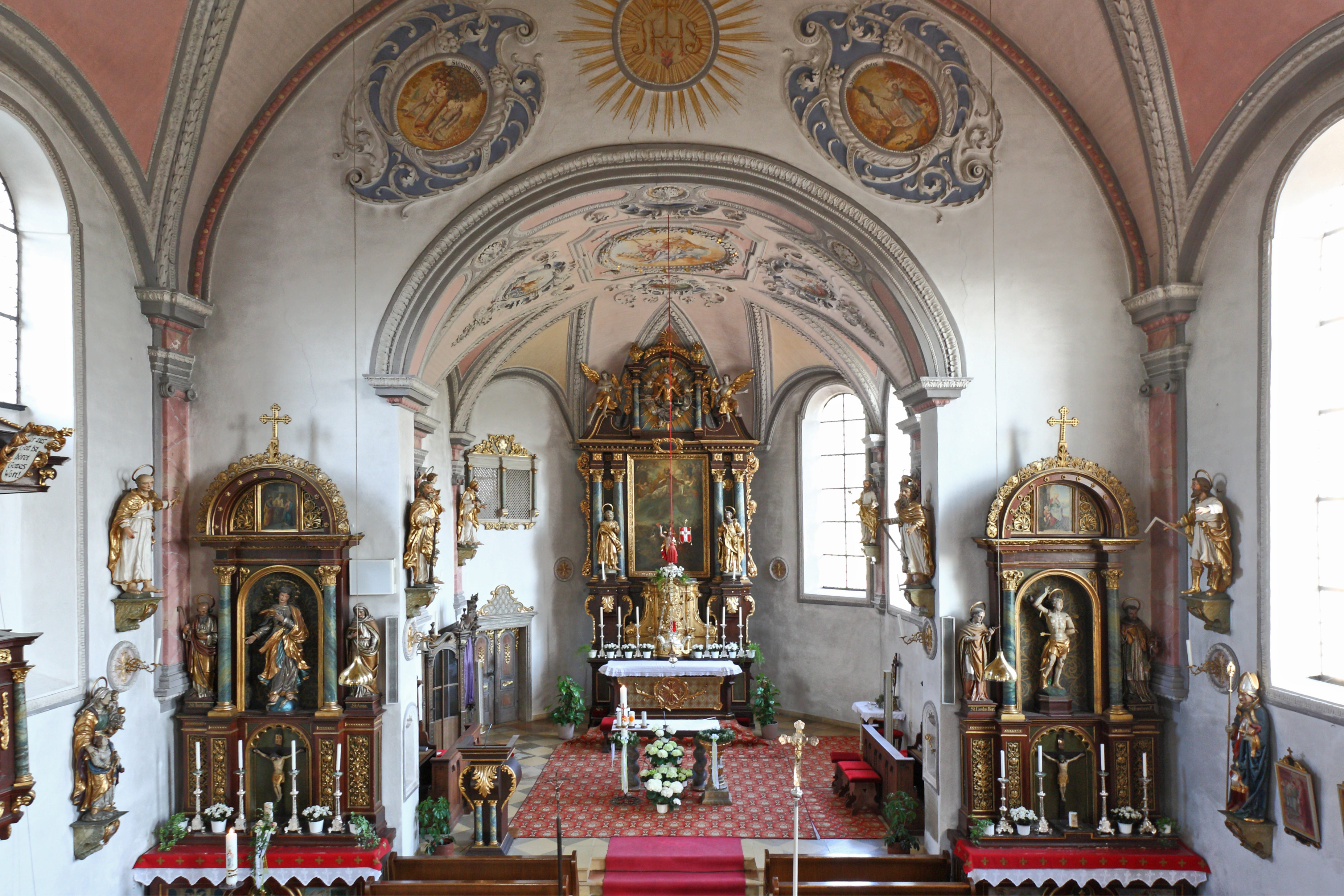
Innenraum

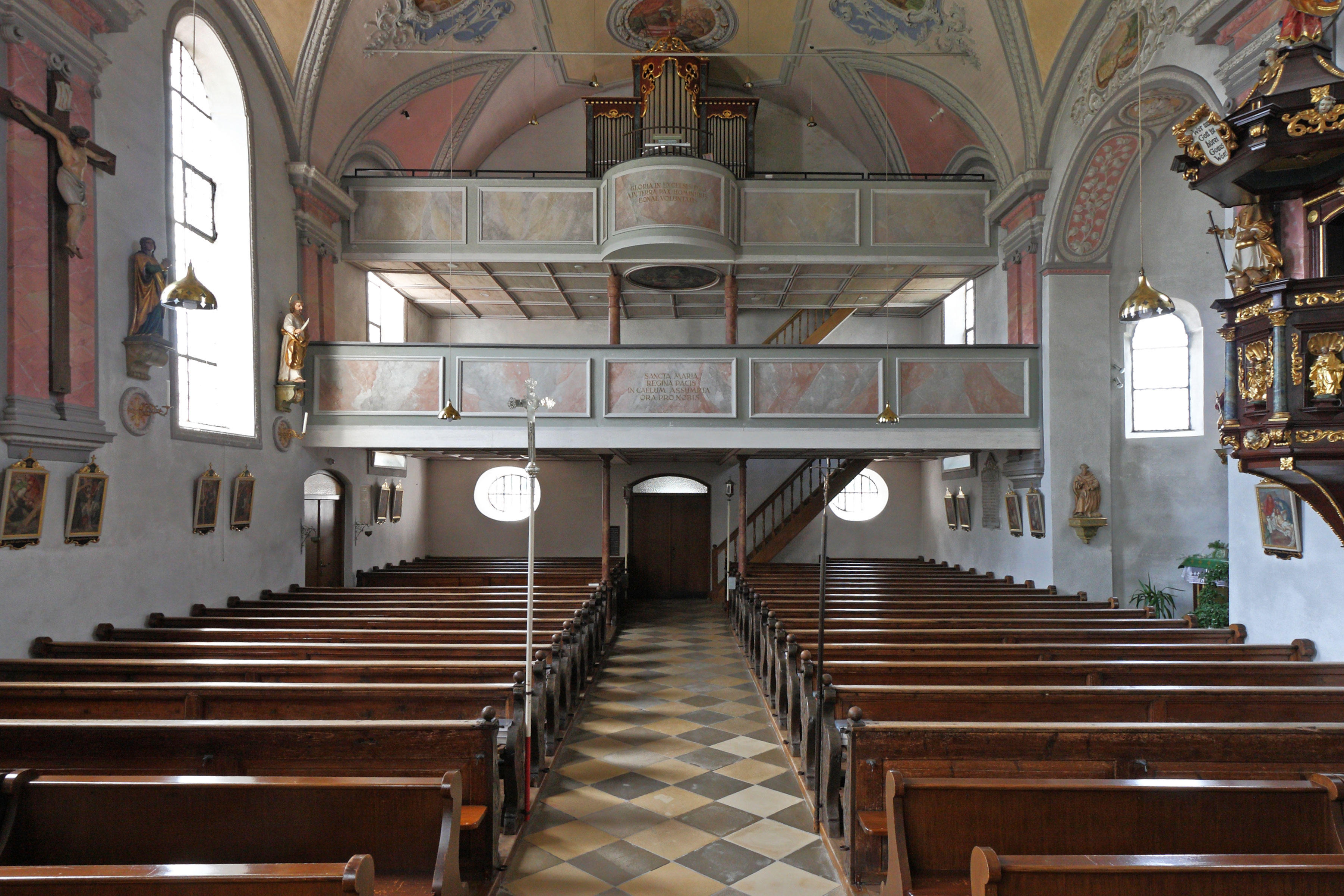
Blick zur Orgel

Der um 1429 erbaute Chor ist der älteste Teil der Saalkirche. An ihn wurden um 1530 das Langhaus nach Westen und der Chorflankenturm an der Nordwand des Chors angebaut. An das Langhaus wurde 1708/09 in der Mitte der Nordwand eine halbrunde Kapelle angebaut. Der Chorflankenturm wurde 1725 mit einem achteckigen Geschoss aufgestockt, das an den Ecken mit Pilastern versehen ist, auf den eine Zwiebelhaube gesetzt wurde. In den Innenräumen von Langhaus und Chor wurden um 1710 Fresken eingebaut. Der um 1710 gebaute Hochaltar wurde 1895 verändert. Erhalten blieb das Altarretabel mit der Darstellung des Martin von Tours. Die Statuen der Evangelisten an der Brüstung der von Johann Bergmüller gebauten Kanzel und des Guten Hirten auf dem Schalldeckel werden Lorenz Luidl zugeschrieben.

## Orgel
Die Orgel mit 15 Registern auf zwei Manualen und Pedal wurde 1996 von Franz Schreier aus Thierhaupten gebaut. Die Disposition lautet:
| I Hauptwerk C–g3 |              |
| Principal        | 8′           |
| Copula           | 8′           |
| Oktave           | 4′           |
| Blockflöte       | 4′           |
| Sesquialtera     | 2 ⁄3′+1 3⁄5′ |
| Oktave           | 2′           |
| Mixtur II–III    | 1 ⁄3′        |
| Tremulant        |              |

| II Nebenwerk C–g3 |       |
| Rohrflöte         | 8′    |
| Salicional        | 8′    |
| Holzflöte         | 4′    |
| Traversflöte      | 2′    |
| Quinte            | 1 ⁄3′ |
| Tremulant         |       |

| Pedal C–f1 |     |
| Subbaß     | 16′ |
| Rohrbaß    | 8′  |
| Choralbaß  | 4′  |

- Bemerkungen: vollmechanische Schleiflade
- Koppeln: II/I, I/P, II/P